# John Stokesley
John Stokesley (Collyweston, c. 1475 - 8 de septiembre de 1539) fue obispo de Londres y líder de la Iglesia de Inglaterra durante el reinado de Enrique VIII.

## Biografía

Retrato de Enrique VIII, realizado por el pintor Hans Holbein el Joven. Durante el reinado de Enrique VIII, John Stokesley llegó a ser obispo de Londres.

John Stokesley nació en Collyweston, condado ceremonial de Northamptonshire, y se graduó en el Magdalen College (Oxford) en 1495, donde también sirvió como catedrático. En 1498 fue nombrado rector del Magdalen Hall, y en 1505 vicepresidente del Magdalen College. Poco después de 1509, fue nombrado miembro del Consejo real, capellán y asistente de Enrique VIII. Asistió a Enrique como su capellán en el Campo de la tela de oro en 1520. Fue archidiácono de Dorset (1523–1530). Sucedió a su hermano Richard como rector de North Luffenham en 1527.
En 1529 y 1530 ofició como embajador en Francia ante  Francisco I y en Italia. En esa etapa buscó obtener las opiniones favorables al divorcio del rey y de Catalina de Aragón por parte de las universidades extranjeras.
A su retorno de Roma donde trató el caso del divorcio de Enrique VIII, y de la mano de su creciente influencia, fue designado obispo de Londres el 28 de marzo de 1530 y recibió las temporalidades el 14 de julio de 1530, aunque oficialmente fue consagrado recién el 27 de noviembre, siendo su principal consagrador el obispo de Lincoln, John Longlands. Desde el comienzo, Stokesley obró como un firme opositor del luteranismo y un muy activo perseguidor de los herejes.

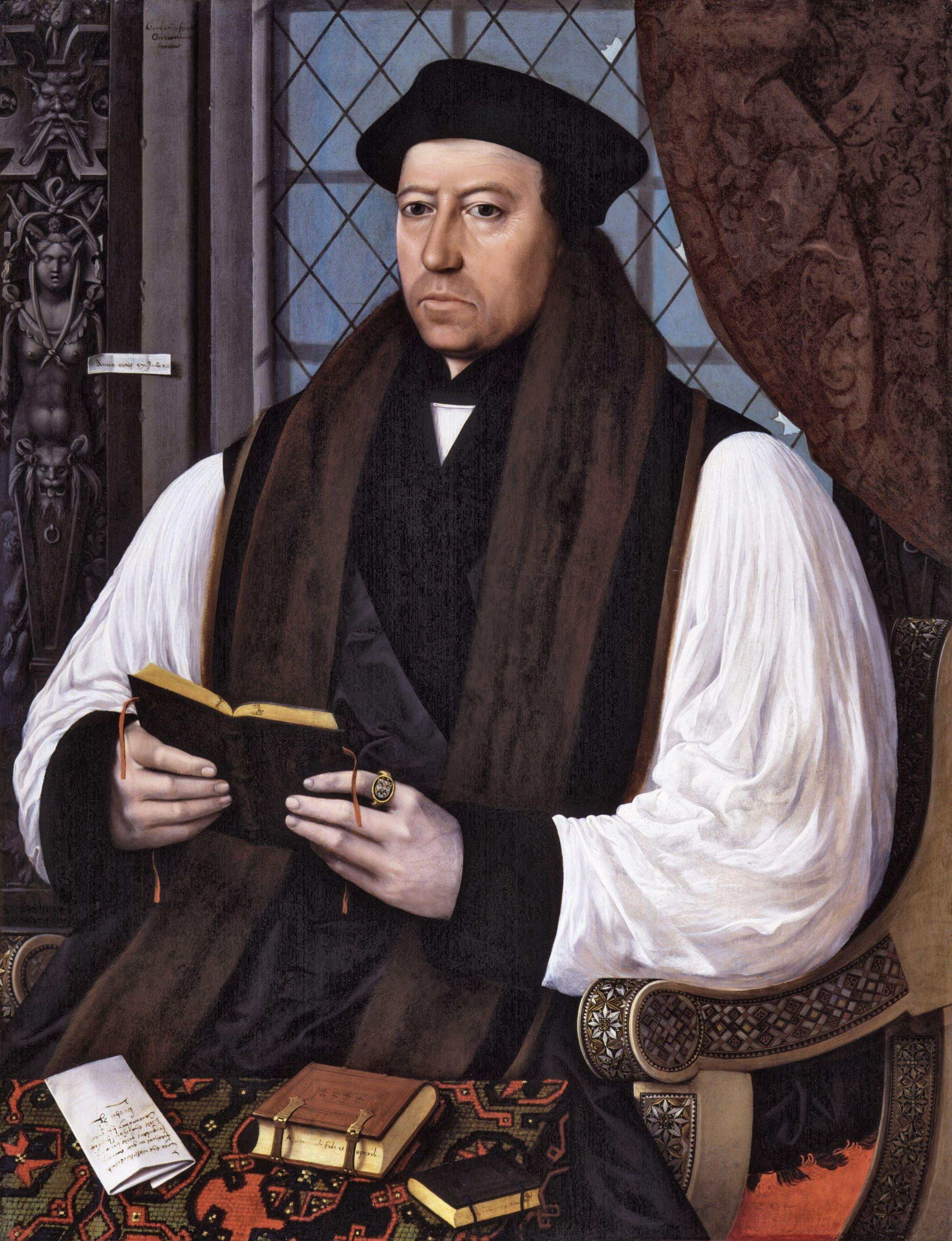
Thomas Cranmer, por Gerlach Flicke.

En septiembre de 1533 bautizó a la futura reina Isabel I de Inglaterra. Sus últimos años se caracterizaron por sus disputas con el arzobispo de Canterbury Thomas Cranmer. En efecto, Stokesley terminó por oponerse a todos los cambios en las doctrinas de la iglesia, permaneció hostil a las traducciones de la Biblia al idioma inglés y al matrimonio clerical.
En mayo de 1538, el abogado del rey llevó a cabo contra Stokesley una acción de Præmunire, y junto con él, en contra de la Abadesa Agnes Jordan y el confesor general de la Abadía de Sion, en el marco de la llamada disolución de los monasterios. Stokesley reconoció su culpa, imploró la intercesión de Thomas Cromwell, y se puso a disposición de la misericordia del rey. Obtuvo el perdón del monarca, ya que el objetivo de Thomas Cromwell no era el obispo, sino la Abadía de Sion.
Stokesley escribió en favor del divorcio de Enrique y, junto con Cuthbert Tunstall, obispo de Durham (1530-1559), redactó un tratado en contra del cardenal Reginald Pole, emparentado con la familia real inglesa, quien llegaría a ser arzobispo de Canterbury en 1556.